# John C. Sherwin
John Crocker Sherwin (* 8. Februar 1838 in Gouverneur, St. Lawrence County, New York; † 1. Januar 1904 in Benton Harbor, Michigan) war ein US-amerikanischer Politiker. Von 1879 bis 1883 vertrat er den Bundesstaat Illinois im US-Repräsentantenhaus.

## Werdegang
John Sherwin besuchte die öffentlichen Schulen seiner Heimat und danach das Lombard College in Galesburg (Illinois). Nach einem anschließenden Jurastudium und seiner Zulassung als Rechtsanwalt begann er in diesem Beruf zu arbeiten. Zeitweise war er als County Clerk im Kane County und als Anwalt der Stadt Aurora tätig. Während des Bürgerkrieges diente er in einer Infanterieeinheit aus Illinois im Heer der Union.
Politisch wurde Sherwin Mitglied der Republikanischen Partei. Bei den Kongresswahlen des Jahres 1878 wurde er im vierten Wahlbezirk von Illinois in das US-Repräsentantenhaus in Washington, D.C. gewählt, wo er am 4. März 1879 die Nachfolge von William Lathrop antrat. Nach einer Wiederwahl konnte er bis zum 3. März 1883 zwei Legislaturperioden im Kongress absolvieren. Im Jahr 1882 verzichtete er auf eine weitere Kandidatur.
Nach dem Ende seiner Zeit im US-Repräsentantenhaus praktizierte John Sherwin wieder als Anwalt. Er starb am 1. Januar 1904 in Benton Harbor und wurde in Aurora beigesetzt.